# Великий подскарбий коронный

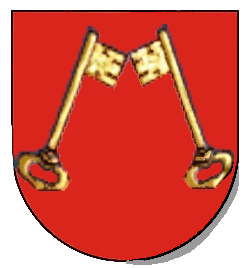
Герб подскарбия

Подскарбий великий коронный (пол. Podskarbi wielki koronny) — казначей, наивысшее должностное лицо в Королевстве Польском, ответственное за казну.

## Возникновение должности
Должность возникла из существовавшей в XIII веке должностей скарбника (пол. skarbny, лат. thesaurarius) и придворного скарбника (пол. skarbny nadworny лат. thesaurarius curiae). Должность великого подскарбия создал король Казимир III Великий, повысив таким образом подскарбия краковского. С 1504 года подскабрий становится членом польского Сената в ранге министра. Сигизмунд II Август после создания Речи Посполитой учредил должность великого подскарбия литовского.

## Обязанности
Статут Александра Ягеллончика в 1504 году определил должностные обязанности подскарбия.
- Подскарбий был хранителем королевских драгоценностей и в том числе королевской короны (в XVII в. эти обязанности переходят к королевскому хранителю (пол. kustosz koronny).
- Он управлял государственной казной, её доходами и расходами. В 1590 году Сейм разделил общую казну на королевскую казну (которая передавалась под управление надворного подскарбия коронного) и государственное казначейство, находящееся под контролем великого подскарбия.
- Подскарбий контролировал государственные финансы и осуществлял выпуск в обращение монеты, как руководитель государственного монетного двора.
- До 1717 года подскарбий выплачивал деньги наёмному войску, а после того следил за сбором налогов, идущих на выплату жалованья в армии. С 1578 года сеймы выбирали делегатов, которые совместно с подскарбием решали вопросы об использовании принадлежащих государству ценностей и доходов. С 1613 года для контроля за подскарбиями был учреждён Радомский казначейский трибунал (пол. Trybunał Skarbowy Radomski).
- Казначей заведовал свободными коронными землями, собирая доходы от них в центральную казну. Во время бескоролевья заведовал доходами, предназначенными для содержания короля и двора.
- В своей деятельности подскарбий был подотчётен Сейму.

## Злоупотребления
Как должностное лицо великий подскабрий был практически безнаказанным. В его деятельности часто возникали возможности для мошенничества и подлога. Бухгалтерский учёт и контроль не были сильной стороной дворянства Речи Посполитой. Поэтому нередко случалось так, что подскарбии давали ложные данные, чтобы скрыть факты растрат и коррупции. Формально подскарбий не получал жалованья от Речи Посполитой и должен был платить казначейским писарям из своего кошелька. Позднее, однако, он стал требовать компенсации за понесённые расходы и здесь началось хищение средств. Распространённым стало выставление подложных счетов. Был известен анекдотический случай с подскарбием великим коронным Богуславом Лещинским (дедом короля Станислава Лещинского), который для получения одобрения Сейма на выплату счёта подкупил всех депутатов Посольской избы и, увидев один голос против, спросил: «А что это там за сын, которому я не дал?»
Позднее предприняли попытку пресечь практику коррупции, сдавая подскарбиям в аренду доходные обязанности в качестве жалованья. Однако вышло только то, что для подскарбиев открылась ещё одна возможность извлекать из своей службы незаконные доходы.

## Список подскарбиев
- Арнольд (пол. Arnold)
- Святослав (пол. Świętosław)
- Войслав (пол. Wojsław)
- Пётр (пол. Piotr)
- Димитр из Горая (пол. Dymitr z Goraja)
- Дзежек Лопацинский (пол. Dzierzek Łopaciński)
- Гинча из Рогува (пол. Hińcza z Rogowa)
- Ян из Козкова (пол. Jan de Kozcow)
- Томаш Новек (пол. Tomasz Nowek)
- Пётр Миланский (пол. Piotr Mediolański)
- Хенрик из Рогува (пол. Henryk z Rogowa)
- Миколай Гинчович из Казимежа (пол. Mikołaj Hinczowicz z Kazimierza)
- Анджей из Люблина (пол. Andrzej z Lublina)
- Ян Гинча из Рогува (пол. Jan Hincza z Rogowa)
- Якуб Дембиньский (пол. Jakub Dembiński)
- Ян Жешувский (пол. Jan Rzeszowski)
- Павел Ясенский (пол. Paweł Jasieński)
- Пётр Курозвецкий, прозванный Перуном (пол. Piotr Kurozwęcki)
- Якуб Шидловецкий (пол. Jakub Szydłowiecki)
- Анджей Косцелецкий (пол. Andrzej Kościelecki)
- Николай Шидловецкий (пол. Mikołaj Szydłowiecki)
- Спытек Тарновский (пол. Spytek Tarnowski)
- Спытек Иордан (пол. Spytek Jordan)
- Станислав Тарновский (пол. Stanisław (Stanisław Spytek) Tarnowski)
- Валент Дембинский (пол. Walenty Dembiński)
- Станислав Собек из Сулеюва (пол. Stanisław Sobek z Sulejowa)
- Иероним Буженский (пол. Hieronim Bużeński)
- Якуб Рокоссовский (пол. Jakub Rokossowski)
- Иван Андреевич Загоровский (1552-1559)[1]
- Ян Дульский (1580—1590, пол. Jan Dulski)
- Ян Фирлей (ум. 1614) (1590—1609, пол. Jan Firlej)
- Балтазар Станиславский (1609—1614, пол. Baltazar Stanisławski)
- Станислав Варшицкий (1615—1616, пол. Stanisław Warszycki)
- Николай Данилович (1616—1624, пол. Mikołaj Daniłowicz)
- Иероним Лигеза (1624—1632, или Ермолай Лигежа пол. Hermolaus Ligęza)
- Ян Николай Данилович 1633—1650
- Богуслав Лещинский (1650—1659, пол. Bogusław Leszczyński), дед будущего короля Станислава Лещинского
- Ян Казимир Красинский (1659—1668, пол. Jan Kazimierz Krasiński)
- Ян Анджей Морштын (пол. Jan Andrzej Morsztyn) 1668—1685
- Марцин Замойский (пол. Marcin Zamoyski)
- Марек Матчинский (пол. Marek Matczyński) 1689—1692
- Иероним Августин Любомирский (пол. Hieronim Augustyn Lubomirski)
- Рафаил Лещиский (пол. Rafał Leszczyński)
- Ян Ежи Пржебендовский (пол. Jan Jerzy Przebendowski)
- Франтишек Максимилиан Оссолинский (пол. Franciszek Maksymilian Ossoliński)
- Ян Кантий Мошинский (пол. Jan Kanty Moszyński)
- Ян Ансарий Чапский (пол. Jan Ansgary Czapski)
- Мацей Грабовский (пол. Maciej Grabowski)
- Кароль Юзеф Седльницкий (пол. Karol Józef Sedlnicki)
- Теодор Вессель (пол. Teodor Wessel)
- Адам Понинский (пол. Adam Poniński)
- Рох Коссовский (пол. Roch Kossowski)